# Мошенничество с биткойнами в Твиттере (2020)
15 июля 2020 года, между 20:00 и 22:00 UTC, в результате кибератаки было взломано несколько топ-аккаунтов в Твиттере, каждый из которых имел миллионы подписчиков, с целью спровоцировать мошенничество с биткойнами. Мошенники от имени владельцев учётных записей предложили отправлять биткоины на определённый криптовалютный кошелёк с обещанием, что отправленные деньги будут удвоены и возвращены. По сведениям источников в Vice и TechCrunch, злоумышленники получили доступ к административным инструментам Twitter, и смогли изменять учётные записи и публиковать твиты напрямую, причём доступ был получен либо за счёт оплаты сотрудникам Twitter за использование инструмента, либо со скомпрометированного аккаунта сотрудника, имевшего прямой доступ к инструменту.
На 16 июля 2020 года мошенникам удалось выманить более чем 12 биткоинов, что по курсу на тот момент составляет более чем 110 тысяч долларов США. Через несколько минут после публикации твитов на одном из опубликованных кошельков уже произошло более 320 транзакций.
Дмитрий Альперович, соучредитель компании по кибербезопасности CrowdStrike, назвал этот инцидент «худшим взломом крупной платформы социальных сетей на данный момент». Исследователи в области безопасности выразили обеспокоенность тем, что социальная инженерия, которая могла быть использована для взлома, может повлиять на использование социальных сетей в важных онлайн-дискуссиях, включая подготовку к президентским выборам в США в 2020 году.